# Dolmen de Cornevache
Le dolmen de Cornevache est situé à Selommes dans le département de Loir-et-Cher.

## Protection
L'édifice est classé au titre des monuments historiques par arrêté du 31 mars 1980.

## Description
C'est un dolmen à portique. Il est orienté est-ouest. Il comporte une chambre carrée mesurant 2 m de côté, recouverte d'une unique table de couverture sub-trapézoïdale (2,20 m sur 2 m). La chambre est délimitée par une dalle de chevet, deux orthostates côté sud et deux côté nord. L'entrée de la chambre est située à l'est. Elle est précédée d'un portique totalement ruiné dont il ne subsiste que deux supports.
| Dalle                                                         | Longueur | Épaisseur | Largeur |
| ------------------------------------------------------------- | -------- | --------- | ------- |
| Chevet                                                        | 2 m      | 1 m       | 0,75 m  |
| Orthostate sud                                                | 1,20 m   | 0,90 m    | 0,80 m  |
| Orthostate sud                                                | 1 m      | 0,60 m    | 1,30 m  |
| Orthostate nord                                               | 1,10 m   | 0,70 m    | 0,80 m  |
| Orthostate nord                                               | 0,85 m   | 0,45 m    | 0,60 m  |
| Données : Inventaire des mégalithes de France, 3-Loir-et-Cher |          |           |         |

La structure de l'édifice a probablement été endommagée lors de sa fouille. Toutes les dalles sont en calcaire de Beauce pris sur place, sauf la table de couverture qui est en grès lustré dont l'affleurement le plus proche est situé à 1,25 km.

## Fouille archéologique
L'édifice fut fouillé en 1925. Selon les fouilleurs, le sol de la chambre était couvert d'un dallage assez régulier en moellons. Le matériel archéologique recueilli se compose de deux défenses de sanglier non percées, d'ossements humains en petite quantité correspondant principalement à de jeunes individus, de dix dents usées et d'un morceau d'ocre rouge. La chambre avait probablement été pillée antérieurement.